# Ronde van Frankrijk 2019/Eenentwintigste etappe
De eenentwintigste etappe van de Ronde van Frankrijk 2019 werd verreden op 28 juli over een afstand van 128 kilometer van Rambouillet naar Parijs.
| Rambouillet – Parijs (128 km) |                      |                       |          |
| Plaats                        | Naam                 | Ploeg                 | Tijd     |
| 1                             | Caleb Ewan           | Lotto Soudal          | 3u04'08" |
| 2                             | Dylan Groenewegen    | Team Jumbo-Visma      | z.t.     |
| 3                             | Niccolò Bonifazio    | Total Direct Énergie  | z.t.     |
| 4                             | Maximiliano Richeze  | Deceuninck–Quick-Step | z.t.     |
| 5                             | Edvald Boasson Hagen | Team Dimension Data   | z.t.     |
| 6                             | André Greipel        | Arkéa Samsic          | z.t.     |
| 7                             | Matteo Trentin       | Mitchelton-Scott      | z.t.     |
| 8                             | Jasper Stuyven       | Trek-Segafredo        | z.t.     |
| 9                             | Nikias Arndt         | Team Sunweb           | z.t.     |
| 10                            | Peter Sagan          | BORA-hansgrohe        | z.t.     |

| Algemeen klassement |                    |                       |           |
| Plaats              | Naam               | Ploeg                 | Tijd      |
| 1                   | Egan Bernal        | Team INEOS            | 82u57'00" |
| 2                   | Geraint Thomas     | Team INEOS            | + 1'11"   |
| 3                   | Steven Kruijswijk  | Team Jumbo-Visma      | + 1'31"   |
| 4                   | Emanuel Buchmann   | BORA-hansgrohe        | + 1'56"   |
| 5                   | Julian Alaphilippe | Deceuninck–Quick-Step | + 3'45"   |
| 6                   | Mikel Landa        | Movistar Team         | + 4'23"   |
| 7                   | Rigoberto Urán     | EF Education First    | + 5'15"   |
| 8                   | Alejandro Valverde | Movistar Team         | + 5'30"   |
| 9                   | Nairo Quintana     | Movistar Team         | + 6'12"   |
| 10                  | Warren Barguil     | Arkéa Samsic          | + 7'32"   |
|                     |                    |                       |           |
| 21                  | Xandro Meurisse    | Wanty-Gobert          | + 56'47"  |

1e etappe ·
2e etappe ·
3e etappe ·
4e etappe ·
5e etappe ·
6e etappe ·
7e etappe ·
8e etappe ·
9e etappe ·
10e etappe ·
11e etappe ·
12e etappe ·
13e etappe ·
14e etappe ·
15e etappe ·
16e etappe ·
17e etappe ·
18e etappe ·
19e etappe ·
20e etappe ·
21e etappe
Startlijst · Eindstanden · Afbeeldingen